# Konstantin Mirowitsch Kosejew
Konstantin Mirowitsch Kosejew (russisch Константин Мирович Козеев; * 1. Dezember 1967 in Kaliningrad, Oblast Moskau, Russische SFSR) ist ein ehemaliger russischer Kosmonaut.

## Ausbildung
Konstantin Kosejew besuchte die Technische Schule für Ingenieurwesen in Kaliningrad von 1981 bis 1987 und schloss sein darauffolgendes Studium am Moskauer Staatlichen Luftfahrtinstitut 1992 ab.

## Raumflüge
Er flog mit Sojus TM-33 als Bordingenieur zur Internationalen Raumstation im Rahmen der ISS-Andromède-Mission in Zusammenarbeit mit der französischen Raumfahrtagentur CNES.
Am 22. Dezember 2007 schied er aus dem Kosmonautenkorps aus.
Kosejew ist geschieden und hat keine Kinder.